# Miguel Jacquet
Miguel Isaías Jacquet Duarte, noto semplicemente come Miguel Jacquet (Asunción, 20 maggio 1995), è un calciatore paraguaiano, difensore del Libertad.

## Caratteristiche tecniche
È un difensore centrale.

## Carriera
Cresciuto nel settore giovanile del Nacional, ha esordito in prima squadra il 27 aprile 2014 disputando l'incontro di División Profesional vinto 4-0 contro il Guaraní.

## Statistiche
Statistiche aggiornate al 25 marzo 2021.

### Presenze e reti nei club
| Stagione        | Squadra         | Campionato      | Campionato | Campionato | Coppe nazionali | Coppe nazionali | Coppe nazionali | Coppe continentali | Coppe continentali | Coppe continentali | Altre coppe | Altre coppe | Altre coppe | Totale | Totale | Totale |
| Stagione        | Squadra         | Comp            | Pres       | Reti       | Comp            | Pres            | Reti            | Comp               | Pres               | Reti               | Comp        | Pres        | Reti        | Pres   | Reti   |        |
| --------------- | --------------- | --------------- | ---------- | ---------- | --------------- | --------------- | --------------- | ------------------ | ------------------ | ------------------ | ----------- | ----------- | ----------- | ------ | ------ | ------ |
| 2014            | Nacional        | PD              | 8          | 0          |                 | -               | -               | CL                 | 0                  | 0                  |             | -           | -           | 8      | 0      |        |
| 2015            | Nacional        | PD              | 16         | 0          |                 | -               | -               | CS                 | 0                  | 0                  |             | -           | -           | 16     | 0      |        |
| 2016            | Nacional        | PD              | 30         | 0          |                 | -               | -               |                    | -                  | -                  |             | -           | -           | 30     | 0      |        |
| 2017            | Nacional        | PD              | 33         | 3          |                 | -               | -               | CS                 | 7                  | 1                  |             | -           | -           | 40     | 4      |        |
| 2018            | Nacional        | PD              | 26         | 2          |                 | -               | -               | CS                 | 0                  | 0                  |             | -           | -           | 26     | 2      |        |
| 2019            | Nacional        | PD              | 20         | 0          |                 | -               | -               | CL                 | 2                  | 0                  |             | -           | -           | 22     | 0      |        |
| Totale Nacional | Totale Nacional | Totale Nacional | 133        | 5          |                 | 0               | 0               |                    | 9                  | 1                  |             | -           | -           | 142    | 6      |        |
| 2019-2020       | Godoy Cruz      | PD              | 9          | 0          | CA              | 1               | 0               |                    | -                  | -                  |             | -           | -           | 10     | 0      |        |
| 2020            | Nacional        | PD              | 2          | 0          |                 | -               | -               | CL                 | 1                  | 0                  | SU          | 1           | 0           | 4      | 0      |        |
| 2021            | 12 de Octubre   | PD              | 4          | 0          |                 | -               | -               | CS                 | 0                  | 0                  |             | -           | -           | 4      | 0      |        |
| Totale carriera | Totale carriera | Totale carriera | 148        | 5          |                 | 1               | 0               |                    | 10                 | 1                  |             | 1           | 0           | 160    | 6      |        |

## Palmarès

### Club

#### Competizioni nazionali
- Copa Paraguay: 1

Libertad: 2024